# چارکتار
چارکتار (به ارمنی: Չարեքտար، به لاتین: Çərəktar) یک منطقهٔ مسکونی در جمهوری آرتساخ است که در استان شاهومیان واقع شده‌است. چارکتار ۱۵۹ نفر جمعیت دارد.

## نگارخانه

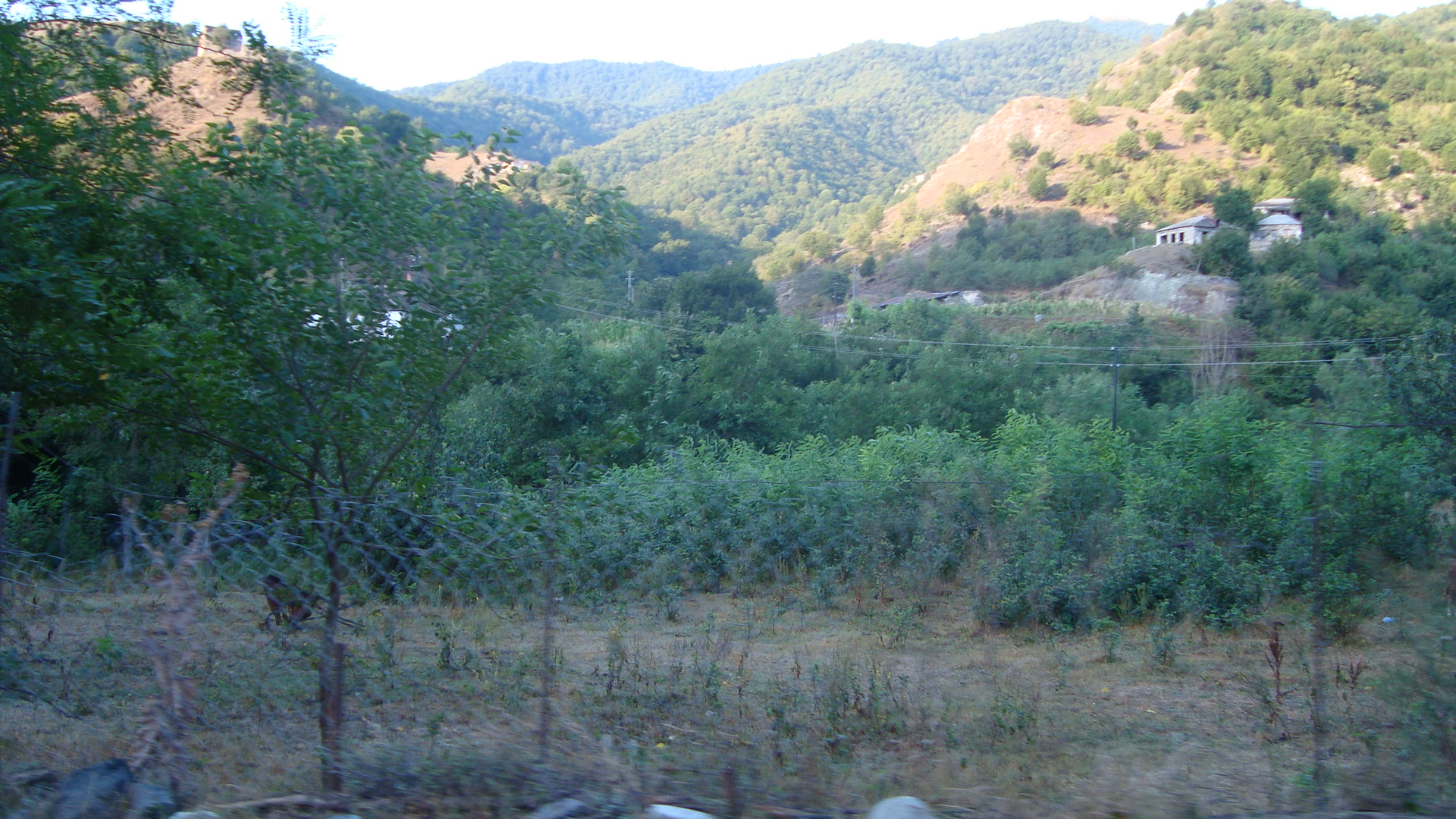
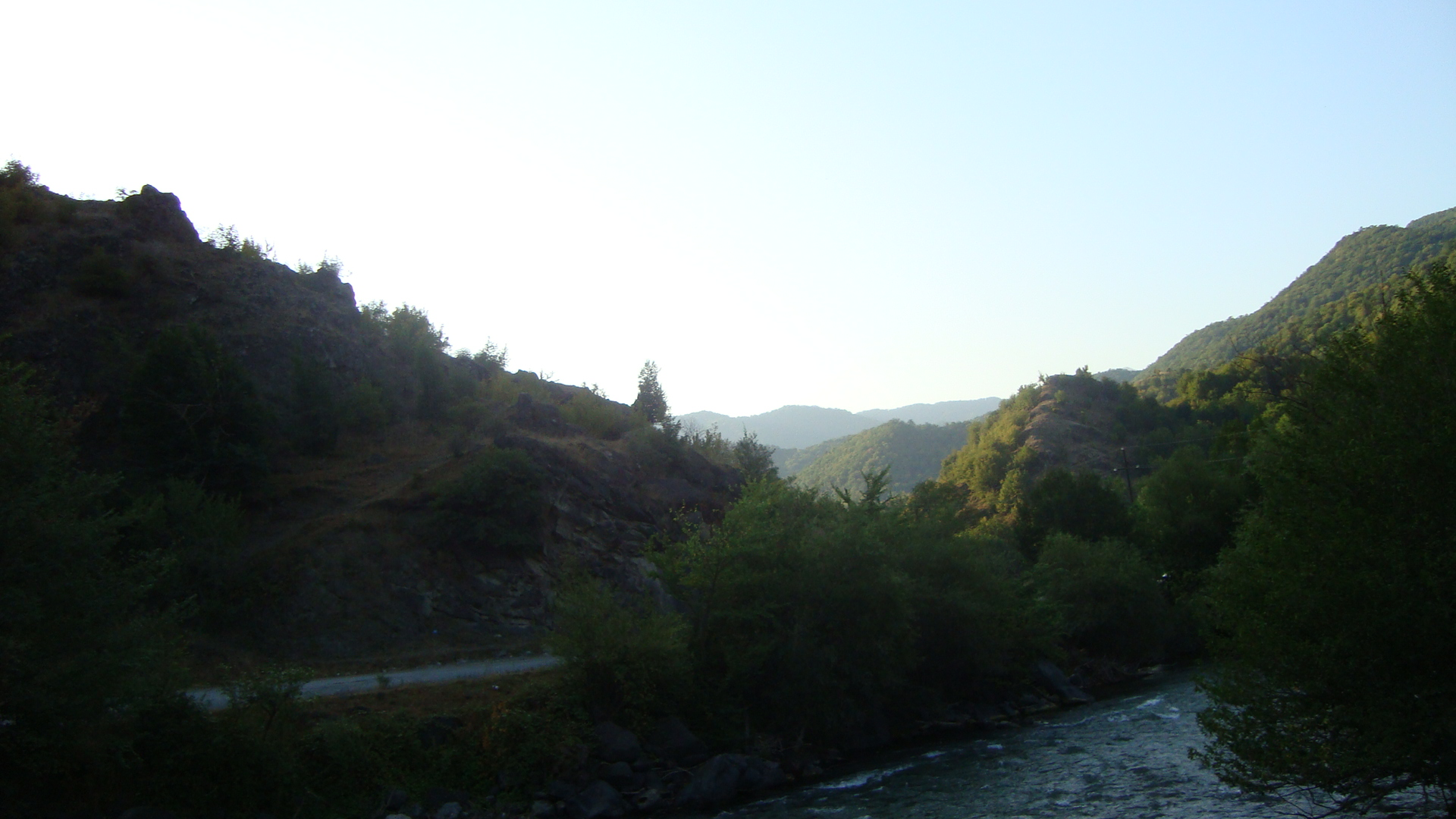
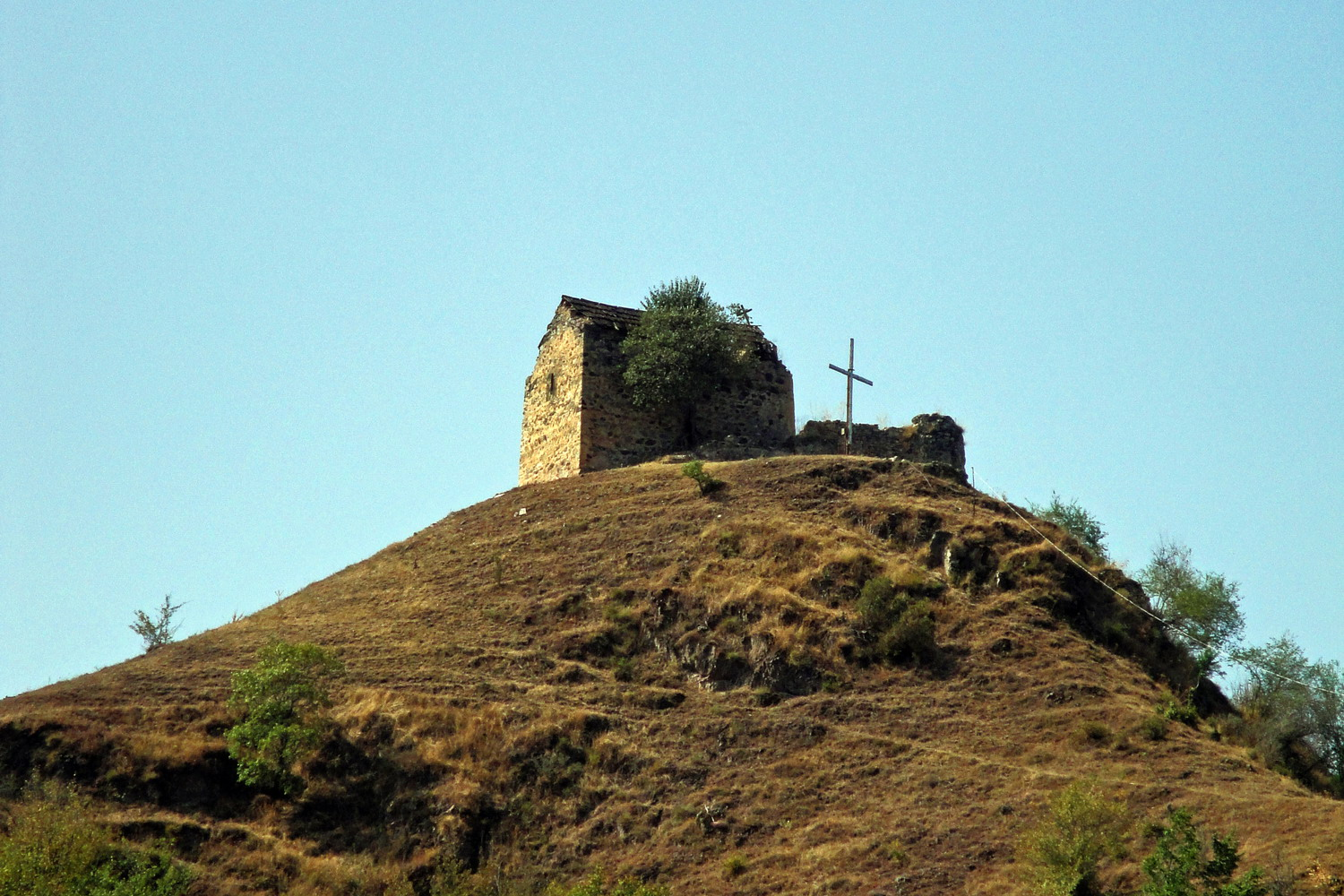
صومعه مسروپاوانک
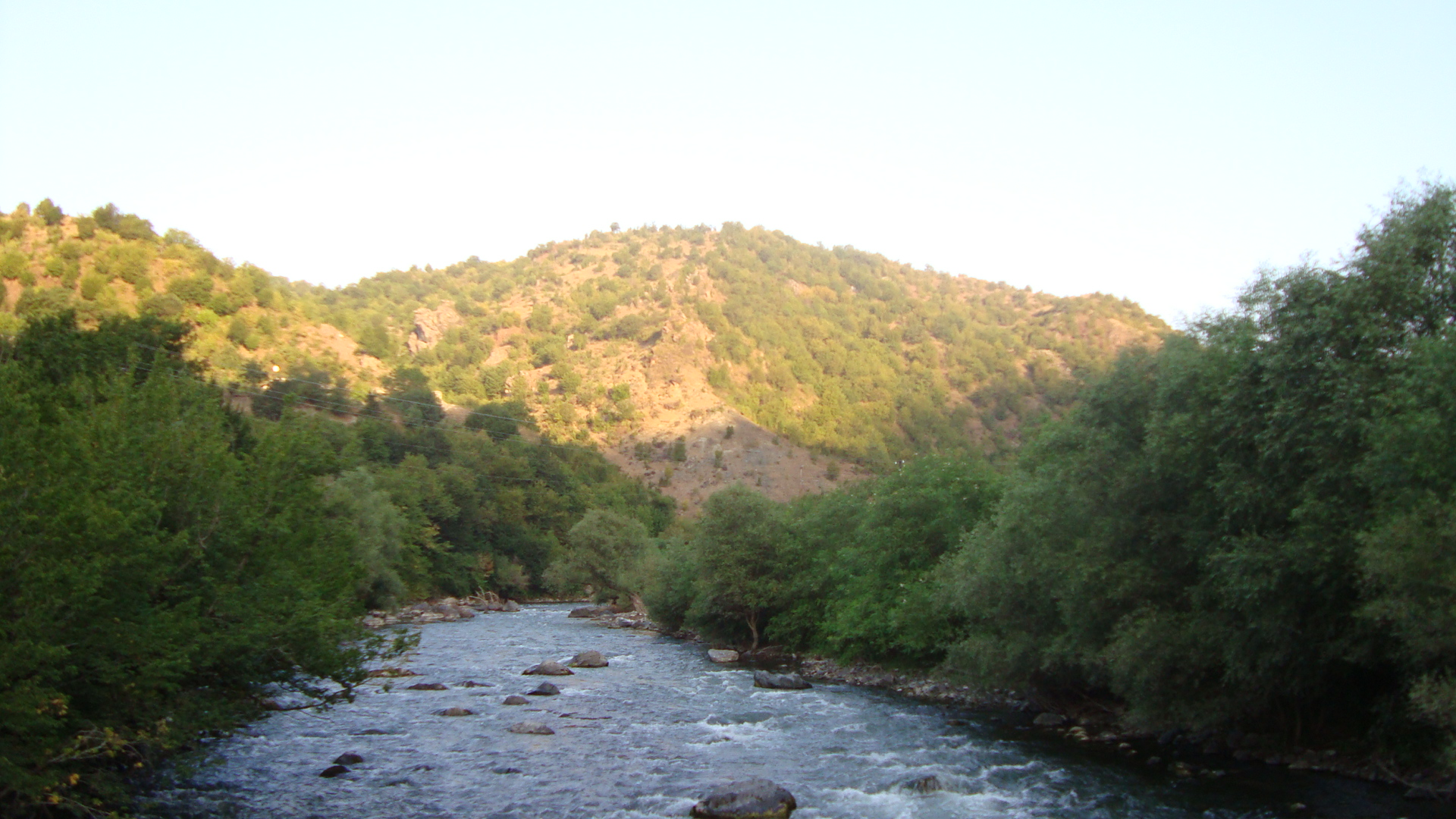
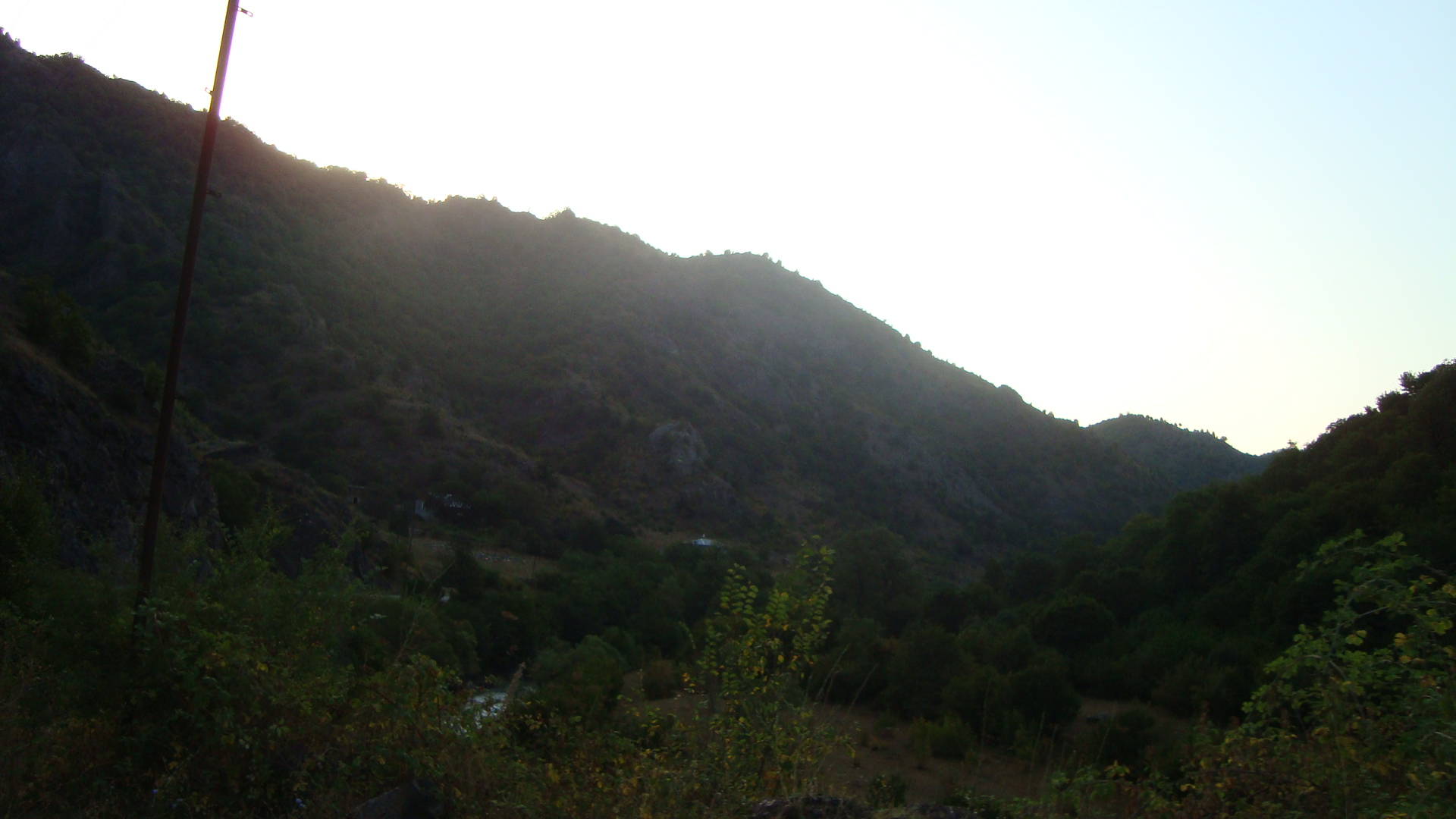